# Selaginella andrewsii
Selaginella andrewsii är en mosslummerväxtart som beskrevs av Jermy och J. S. Holmes. Selaginella andrewsii ingår i släktet mosslumrar, och familjen mosslummerväxter. Inga underarter finns listade i Catalogue of Life.